# Świadkowie Jehowy w Kosowie
Świadkowie Jehowy w Kosowie – społeczność wyznaniowa w Kosowie, należąca do ogólnoświatowej wspólnoty Świadków Jehowy, licząca w 2023 roku 240 głosicieli, należących do 8 zborów. Na dorocznej uroczystości Wieczerzy Pańskiej w 2023 roku zgromadziło się 440 osób. Działalność miejscowych głosicieli od 2000 roku koordynuje albańskie Biuro Oddziału w Tiranie.

## Historia

### Początki
W latach 70.działalność kaznodziejską na terenie Kosowa rozpoczęły Jolanda Kocjančič i Minka Karlovšek ze Słowenii.
W 1975 roku grupy wyznawców z Prisztiny zorganizowały małe zgromadzenia. 

### Po rozpadzie Jugosławii
Pod koniec lat 90. XX wieku grupa 30 wyznawców pochodzenia serbskiego i albańskiego spotykała się w domu współwyznawcy w Prisztinie. W roku 1998 grupa ta wynajęła obiekt, w którym urządzono Salę Królestwa. Wiosną następnego roku nasiliły się konflikty narodowościowe i doszło do starć na skutek których wiele osób musiało uciekać do sąsiednich krajów. Rok później wśród Albańczyków, szukających schronienia w Albanii, znalazło się 14 kosowskich Świadków Jehowy z ośmiorgiem dzieci. Albańscy współwyznawcy pomogli im przetrwać najtrudniejszy okres.
W 2000 roku nadzór nad działalnością kosowskich głosicieli przejęło albańskie Biuro Oddziału (do tego roku nadzorowało biuro w Belgradzie). 20 maja 2003 zalegalizowano działalność 90 kosowskich głosicieli i przyjęto statut ich organizacji. Wiosną w Prisztinie zorganizowano jednodniowe zgromadzenie specjalne, na którym było 252 obecnych. Znalazły się wśród nich osoby pochodzenia albańskiego, romskiego, niemieckiego, serbskiego i włoskiego. 3 osoby zostały ochrzczone.
W 2005 roku w Kosowie działało 137 głosicieli, należących do 4 zborów i 6 grup. Dwa lata później zanotowano liczbę 155 głosicieli, a na uroczystości Pamiątki zebrało się 536 osób. W 2008 roku 6 zborów w Kosowie spotykało się w wynajmowanych salach.

### Po ogłoszeniu niepodległości
W 2009 roku do kraju przybyła nowa grupa misjonarzy Szkoły Gilead.
W 2010 roku utworzono piąty zbór, w roku 2014 – szósty, a w roku 2015 powstał siódmy zbór.
W 2018 roku zorganizowano specjalną kampanię ewangelizacyjną, w której wzięło udział ponad 600 głosicieli z kilku krajów.
8 grudnia 2019 roku w Salach Królestwa została przeprowadzona transmisja ze specjalnego programu z albańskiej Tirany, w którym ogłoszono wydanie zrewidowanego Pisma Świętego w Przekładzie Nowego Świata.
Wśród pionierów z zagranicy, przybyłych wspierać działalność ewangelizacyjną, są również pionierzy z Polski.
Zebrania zborowe odbywają się w języku albańskim, angielskim, serbskim i romani (Serbia).

## Statystyki

### Liczba głosicieli (w tym pionierów)
Dane na podstawie oficjalnych raportów o działalności:
- najwyższa liczba głosicieli osiągnięta w danym roku służbowym[b] (liczby nad słupkami na wykresie)
- przeciętna liczba pionierów w danym roku służbowym (ciemniejszym odcieniem, liczby na słupkach wykresu, od 2017 roku tylko pionierów pełnoczasowych, bez pomocniczych)